# Crisina
A crisina (5,7 diidroxiflavona) é um flavonoide presente em espécies de Passiflora (Passiflora caerulea) que possui a capacidade única de inibir o processo de aromatização que transforma a testosterona em [[estrogênios|estrogênios[carece de fontes?]]]. A crisina apresenta atividade fitoestrogênica[carece de fontes?], antioxidante[carece de fontes?] e ansiolítica[carece de fontes?]. Considerada uma “isoflavona anabólica”, pelo seu efeito antiestrógeno[carece de fontes?], impedindo a conversão da testosterona em estrogênios. Junto com a redução dos níveis de testosterona, a conversão pode causar sintomas irritantes, como ocorre com alto índice de estrogênios, como o surgimento de mamilos sensíveis ou mudanças nos órgãos masculinos.[carece de fontes?]
A crisina é por isso utilizada juntamente com os precursores ou os estimuladores da testosterona como o extrato de Eurycoma longifolia [carece de fontes?] ou ainda o DHEA (dehidroepiandrosterona) para inibir o processo nocivo de transformação da testosterona em estrogênios associados ao envelhecimento e à feminização dos homens[carece de fontes?]. Ela também possui alto potencial antioxidante[carece de fontes?], o que tem sido demonstrado através da sua habilidade para inibir a xantina oxidase[carece de fontes?] e consequentemente suprime a formação de ácido úrico[carece de fontes?] e de certas espécies reativas de oxigênio[carece de fontes?]. A crisina também pode inibir, sob certas condições, a peroxidação lipídica[carece de fontes?].
Atletas e os body-builders utilizam a crisina para alcançar resultados mais expressivos[carece de fontes?]. Os indivíduos que apenas pretendem o aumento da sua testosterona e a redução dos estrogênios, adaptam o uso da crisina em função dos resultados obtidos[carece de fontes?].
A crisina tem efeito similar ao DIM (di-indolilmetano)[carece de fontes?] e o seu precursor - o I3C (indol-3-carbinol)[carece de fontes?] - que são constituintes específicos isolados de vegetais crucíferas (como os brócoles ou as couves), pois ambos possuem efeitos benéficos, reguladores dos estrogênios e anticancerosos[carece de fontes?].
Nota
1 - Quando Lineu classificou e nomeou essa espécie de maracujá (Passifloraceae), ele instituiu o epíteto específico coerulea, como indicam várias obras escritas com essa notação (Inclusive a famosa Flora brasiliensis que foi produzida entre 1840 e 1906 pelos editores Carl Friedrich Philipp von Martius, August Wilhelm Eichler e Ignatz Urban, com a participação de 65 especialistas de vários países). Em algum momento da história da taxonomia dessa planta, adotou-se o epíteto específico sinonímio caerulea. Os termos em latim - caerulans, caeruleatus, caerulescens e caeruleus exprimem a ideia de azul, da cor do mar -, portanto, não se deve estranhar o uso das duas diferentes grafias; ambas são corretas, no entanto, a segunda forma (caerulea) é mais aproximada do radical latino, por isso torno-se mais usual.
2 - Na Indonésia, o termo "tongkat ali" ou "pasak bumi" significa firmemente preso ao solo, ou seja, vara (tongkat) ou pasak (estaca) fincada na terra (bumi); por extensão, dá a ideia de pessoa vigorosa saudável, além de relacionar-se ao vigor masculino (ereção). No Vietnã, o termo “cay ba binh” significa “remédio para as 1000 doenças”. Observe a importância que os povos desses dois países dão ao extrato retirado da raiz dessa planta (Eurycoma longifolia).
Referências
- Jana, K.; Yin, X.; Schiffer, R.; Chen, J-J.; Pandey1, A.; Stocco, D.; Grammas; P.; Wang, X. Chrysin, a natural flavonoid enhances steroidogenesis and steroidogenic acute regulatory protein gene expression in mouse Leydig cells. Journal of Endocrinology (2008) 197, 315-323.
- http://florabrasiliensis.cria.org.br/search?taxon_id=4016 Em falta ou vazio |título= (ajuda)
- Alonso, J.R. Tratado de Fitomedicina – Bases Clínicas e Farmacológicas. Ediciones SRL-ISIS, (1998).
- De Melo, G. O.; Muzitano, M. F.; Legora-Machado, A.; Almeida, T. A.; de Oliveira, D. B.; Kaiser, C. R.; Koatz, V. L. G.; Costa, S. S. Planta Medica. (2005), 71, 362.
- Rogerio, A. P.; Kanashiro, A.; Fontanari, C.; da Silva, E. V. G.; Lucisano-Valim, Y. M.; Soares, E. G.; Faccioli, L. H. Inflammation Research. (2007), 56, 402.
- Brinker, A. M.; Ma, J.; Lipsky, P. E.; Raskin, I. Phytochemistry 2007, 68, 732.

Ligações externas
1 - http://scialert.net/fulltext/?doi=jbs.2009.504.508
2 - http://italiasalute.leonardo.it/dblog/articolo.asp?articolo=721
3 - http://www.fmrp.usp.br/revista/2002/vol35n2/efeito_flavonoides.pdf